# 베트남-중국 국경

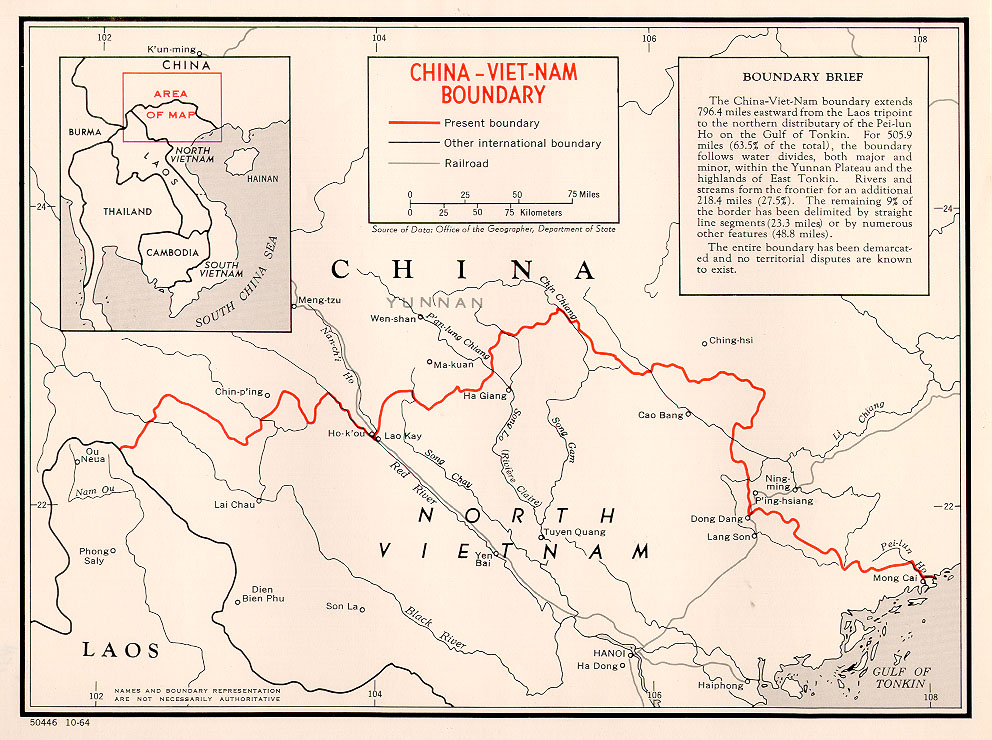
베트남-중국 국경 지도

베트남–중국 국경은 베트남과 중국 사이의 국제 경계로, 서쪽 라오스와의 삼국 접경점에서 시작하여 동쪽 통킹만 해안에 이르기까지 1,297km에 걸쳐 이어지는 육상 국경과, 통킹만 및 남중국해에 걸친 해상 국경으로 구성되어 있다.
양국은 육상 국경에 대한 분쟁을 해결하고 국경 협정에 서명함으로써 육상 경계는 확정되었으나, 스프래틀리 군도와 파라셀 제도를 포함한 영해 및 도서 영유권 분쟁으로 인해 해상 경계는 현재까지도 명확히 정의되지 않고 있다.

## 묘사

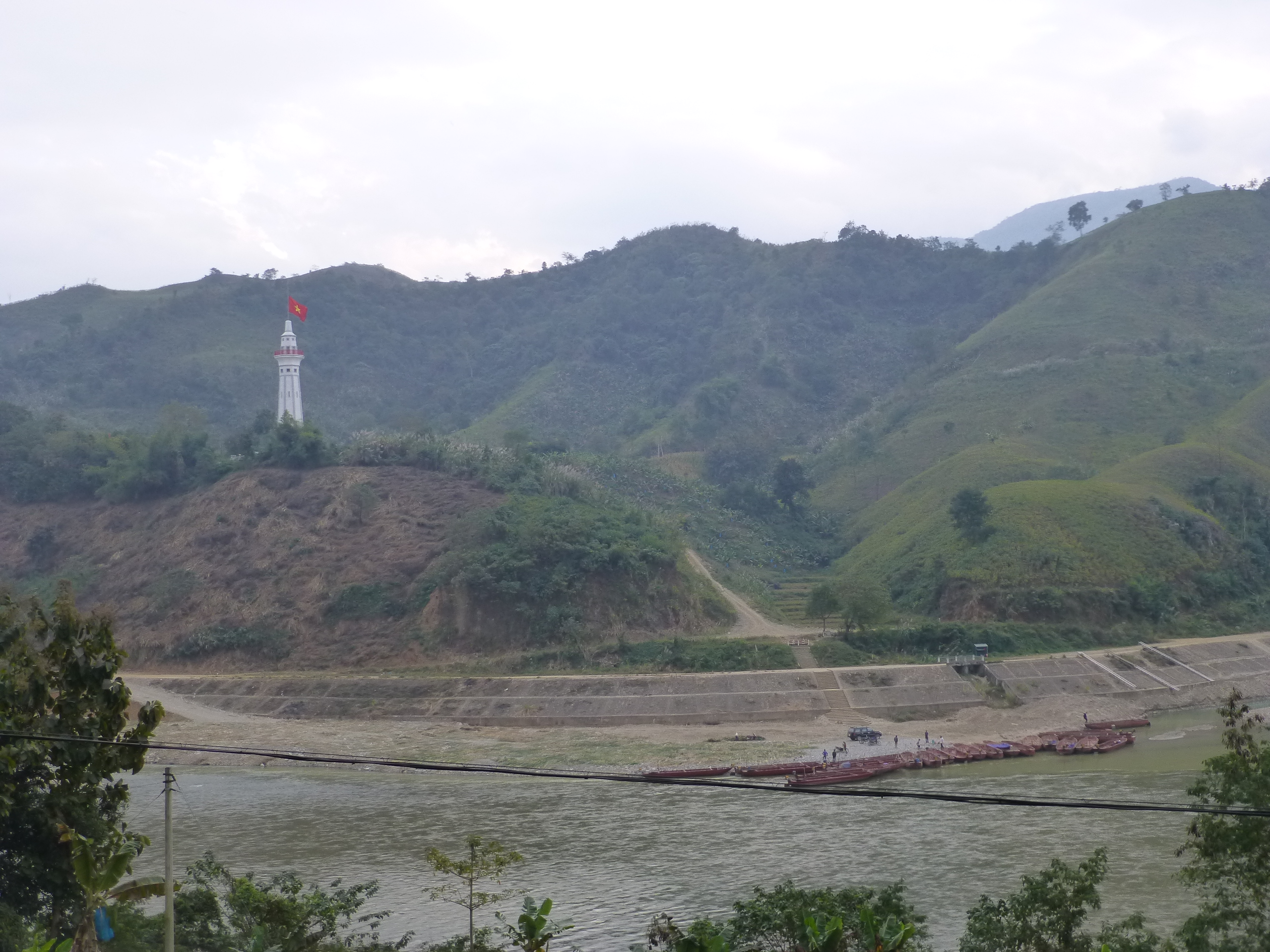
베트남-중국 국경이 홍강에서 벗어나는 지점인 홍강과 롱바오강의 합류지점이다.

베트남과 중국의 육상 국경은 1,347km이며, 두 개의 중국 성과 일곱 개의 베트남 성이 이 국경과 접하고 있다.
육상 국경은 서쪽의 시청다산 봉우리에 있는 중국–라오스–베트남 삼국 접점에서 시작된다. 이후 전반적으로 동쪽 방향으로 이어지지만, 매우 불규칙한 지그재그 형태를 띠며 진행되며, 주로 소수 민족이 거주하는 외딴 산악 지역을 통과한다. 곳곳에서는 다강, 홍강, 난시강, 쏭감강, 쏭짜이강, 진장강과 같은 강들이 짧은 구간 동안 경계로 이용된다. 동쪽에서 국경은 중국 둥싱시와 베트남 몽까이 근처에 있는 베이룬강/카롱강 하구에 닿으며, 그 강을 따라 습지를 지나 통킹만으로 이어진다.

## 국경 통과 및 무역 지점

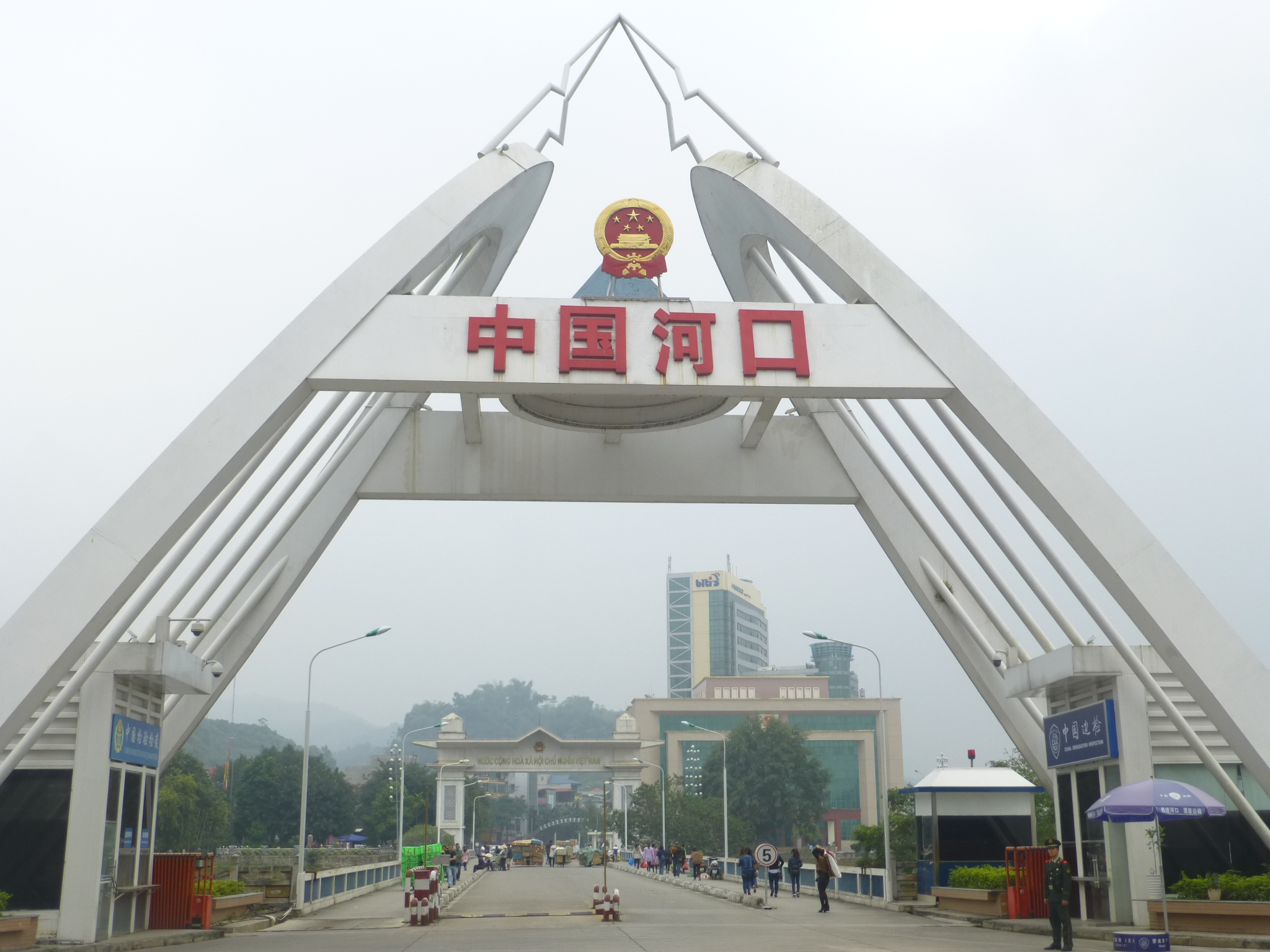
허커우 (전경)와 라오까이 (배경) 사이의 국경 교차점

베트남과 중국은 1991년에 국경 무역에 관한 협정을 체결하였다. 1992년에는 21개의 국경 무역 지점 (국경 시장 및 물품 수출입, 다만 사람들의 출입은 제한)이 개설되었으며, 이 중 네 곳은 국경 통로로도 사용되었다. 국경 지역에 거주하는 베트남인은 중국 세관에서 대기 시간을 줄여주는 하루짜리 국경 출입증을 사용하여 중국에 출입할 수 있다.

## 같이 보기
- 베트남-중국 관계
- 프랑스령 인도차이나